# Ron Stuart
Ronald Alexander Stuart, detto Ron (Edmonton, 23 aprile 1929 – North Vancouver, 7 settembre 1983), è stato un cestista canadese.

## Carriera
Con il Canada ha disputato le Olimpiadi del 1956.